# Mark Spoerer
Mark Spoerer (* 5. Oktober 1963 in Köln) ist ein deutscher Historiker, Volkswirt und Hochschullehrer. Schwerpunkt seiner Forschungen und Publikationen ist die Wirtschafts-, Sozial- und Unternehmensgeschichte und die Geschichte der Zwangsarbeit.

## Leben
Nach dem Abitur in Köln im Juni 1982 studierte Spoerer Verfassungs-, Sozial- und Wirtschaftsgeschichte sowie Wirtschaftspolitik und Französische Philologie an der Universität Bonn. Im Dezember 1987 schloss er sein Studium mit dem Magister ab. 1983 begann Spoerer ein Zweitstudium der Volkswirtschaftslehre und Betriebswirtschaftslehre an der Universität Bonn und der Universität zu Köln, das er im Dezember 1991 abschloss. Von 1988 bis 1990 war Spoerer Wissenschaftlicher Mitarbeiter bei der Gesellschaft für Unternehmensgeschichte in Köln und von 1991 bis 1994 Wissenschaftlicher Mitarbeiter am Lehrstuhl für Verfassungs-, Sozial- und Wirtschaftsgeschichte am Historischen Seminar der Universität Bonn. Dort wurde er im Mai 1995 mit einer von Hans Pohl betreuten Arbeit über Die Gewinne der deutschen Industrieaktiengesellschaften 1925 bis 1941 promoviert (Zweitgutachter war Günther Schulz). Von 1994 bis 1995 war Spoerer Wissenschaftlicher Mitarbeiter am Seminar für Wirtschaftsgeschichte (John Komlos) am Volkswirtschaftlichen Institut der Ludwig-Maximilians-Universität München und wechselte 1995 an die Universität Hohenheim, an der er sich im Mai 2003 mit einer Arbeit über die Verteilungswirkungen der Besteuerung in Preußen und Württemberg (1815–1913) im Fach Wirtschafts- und Sozialgeschichte habilitierte. Von 2008 bis 2011 war er Forschungsgruppenleiter am Deutschen Historischen Institut Paris. Seit April 2011 ist er Inhaber des Lehrstuhls für Wirtschafts- und Sozialgeschichte an der Universität Regensburg.

## Schriften
- Von Scheingewinnen zum Rüstungsboom. Die Eigenkapitalrentabilität der deutschen Industrieaktiengesellschaften 1925–1941. Steiner, Stuttgart 1996, ISBN 3-515-06756-6 (Zugl.: Bonn, Univ., Diss., 1995 u.d.T.: Die Gewinne der deutschen Industrieaktiengesellschaften 1925 bis 1941).
- Zwangsarbeit unter dem Hakenkreuz. Ausländische Zivilarbeiter, Kriegsgefangene und Häftlinge im Dritten Reich und im besetzten Europa 1939–1945. DVA, Stuttgart/München 2001, ISBN 3-421-05464-9.
- Steuerlast, Steuerinzidenz und Steuerwettbewerb. Verteilungswirkungen der Besteuerung in Preußen und Württemberg (1815–1913). Akademie-Verlag, Berlin 2004, ISBN 3-05-004088-2 (Zugl.: Hohenheim, Univ., Habil.-Schr., 2003).
- mit Jochen Streb: Neue deutsche Wirtschaftsgeschichte des 20. Jahrhunderts. Oldenbourg, München 2013, ISBN 978-3-486-58392-2.
- C&A – Ein Familienunternehmen 1911–1961. C.H. Beck, München 2016, ISBN 978-3-406-69824-8.